# Miotropis unipuncta
Miotropis unipuncta är en stekelart som först beskrevs av Christian Gottfried Daniel Nees von Esenbeck 1834.  Miotropis unipuncta ingår i släktet Miotropis och familjen finglanssteklar. Arten är reproducerande i Sverige. Inga underarter finns listade i Catalogue of Life.